# Sick Again

Sick Again är en låt av Led Zeppelin på albumet Physical Graffiti från 1975. Låten handlar om unga groupies som kallas "LA Queens". Den spelades flitigt live 1975-1979.